# Christifideles laici
Christifideles laici über die Berufung und Sendung der Laien in Kirche und Welt ist der Titel des nachsynodalen  apostolischen Schreibens von Papst Johannes Paul II., das er am 30. Dezember 1988 veröffentlichte. Es ist das zusammenfassende Ergebnis der siebten ordentlichen Bischofssynode, die vom 1. bis 30. Oktober 1987 in Rom abgehalten wurde.

## Inhaltsangabe
In der Einleitung heißt es: 

„Die Laien (Christifideles laici), deren Berufung und Sendung in Kirche und Welt zwanzig Jahre nach dem II. Vatikanischen Konzil Thema der Bischofssynode 1987 war, gehören zu jenem Volk Gottes, für das die Weinbergarbeiter im Matthäusevangelium stehen: ‚Denn mit dem Himmelreich ist es wie mit einem Gutsbesitzer, der früh am Morgen sein Haus verließ, um Arbeiter für seinen Weinberg anzuwerben. Er einigte sich mit den Arbeitern auf einen Denar für den Tag und schickte sie in seinen Weinberg (Mt 20,1-2 ).‘ Das Gleichnis des Evangeliums öffnet unseren Blick für den weit ausgedehnten Weinberg des Herrn und für die großen Scharen von Männern und Frauen, die er ruft und sendet, darin zu arbeiten. Der Weinberg ist die ganze Welt (Mt 13,38 ))“

Das päpstliche Dokument beginnt mit dem Gleichnis von den Arbeitern im Weinberg, es orientiert sich an den katechetischen Erfordernissen und legt die Laienarbeit auf die ganze Breite des Evangeliums aus. Ebenfalls wird der Zusammenhang mit der Enzyklika Sollicitudo rei socialis und dem apostolischen Schreiben Mulieris dignitatem (über die Würde und Berufung der Frau) deutlich.

## Dienste und Aufgaben der Laien
Im Abschnitt über die Dienste und Aufgaben der Laien heißt es: 

„Die Heilssendung der Kirche in der Welt wird nicht nur von den Amtsträgern aufgrund des Sakramentes des Ordo realisiert, sondern auch von allen Laien. Als Getaufte und aufgrund ihrer spezifischen Berufung nehmen diese in dem Maß, das einem jedem entspricht, am priesterlichen, prophetischen und königlichen Amt Christi teil. Darum müssen die Hirten die Dienste, Aufgaben und Funktionen der Laien anerkennen und fördern. Diese haben ihre sakramentale Grundlage in Taufe und Firmung und vielfach auch in der Ehe.“

Johannes Paul II. und die Bischofssynode beabsichtigten, auf zahlreiche Anfragen von Bischöfen, Priestern und Laien geben. Das Schreiben soll gleichzeitig  neue Formen pastoraler Tätigkeiten von Laien in der Kirche reflektieren. Die Laien seien „von Gott gerufen, ihre eigentümliche Aufgabe, vom Geist des Evangeliums geleitet, auszuüben und so wie ein Sauerteig zur Heiligung der Welt gewissermaßen von innen her beizutragen, und vor allem durch das Zeugnis ihres Lebens, im Glanz von Glaube, Hoffnung und Liebe Christus den anderen kund zu machen.“
Bereits das Zweite Vatikanische Konzil habe zum Ausdruck gebracht, dass die Sendung der Laien so notwendig sei, „daß ohne dieses auch das Apostolat der Hirten meist nicht zu seiner vollen Wirkung kommen kann“. Christifideles laici fügt diesem hinzu, alle Dienste und Charismen seien, da sie verschieden seien und einander ergänzten, „jeder seiner Art entsprechend, für das Wachstum der Kirche notwendig.“ Die Laien seien gerade vor der gegenwärtigen Zeit  zu großem Einsatz in ihren Pfarreien „und für die Erweckung des missionarischen Elans gegenüber Nichtglaubenden und den Glaubenden, die die religiöse Praxis teilweise oder gänzlich aufgegeben haben“, gerufen.

## Charismata der Laien
Das apostolische Schreiben hebt die Bedeutung der verschiedenen Charismen als Gaben des Heiligen Geistes hervor, die „außergewöhnlich oder bescheiden und einfach“ sein können. (Nr. 24). In der Kirche sei die dankbare Annahme der Charismen, aber auch ihre Unterscheidung notwendig: „Das Urteil über ihre Echtheit und ihren geordneten Gebrauch steht bei jenen, die in der Kirche die Leitung haben und denen es in besonderer Weise zukommt, den Geist nicht auszulöschen, sondern alles zu prüfen und das Gute zu behalten“ (Nr. 24).
Die Synodenväter des  Zweiten Vatikanischen Konzils hätten die Einladung Christi wiederholt, in seinen Weinberg zu gehen und zu arbeiten. „Geht auch ihr“ richte sich nicht nur an die Bischöfe, Priester und das geweihte Leben, auch die Laien seien „persönlich vom Herrn berufen, und sie empfangen von ihm eine Sendung für die Kirche und für die Welt.“ Dabei sei die Familie der erste Raum für das soziale Engagement des Einzelnen und „Wiege des Lebens“.